# 542.ª Divisão de Infantaria (Alemanha)
A 542ª Divisão de Infantaria (em alemão:542. Infanterie-Division) foi uma unidade militar que serviu no Exército alemão durante a Segunda Guerra Mundial.
Originalmente foi criada como 542ª Divisão de Granadeiros (em alemão:542. Grenadier-Division) no mês de julho de 1944, tendo sido redesignada como 542ª Divisão de Infantaria no mês de agosto de 1944. A 542ª Divisão de Infantaria permaneceu por pouco tempo com esta desginação, sendo redesignada 542. Volkgrenadier-Division no mês de outubro de 1944.
A 542. Volksgrenadier-Division lutou na Polônia e no Oeste da Prússia até ser dispersada no mês de abril de 1945.

## Comandantes
| Comandante                   | Data                                        |
| 542. Grenadier-Division      | 542. Grenadier-Division                     |
| ---------------------------- | ------------------------------------------- |
| Generalleutnant Karl Löwrick | 23 de julho de 1944 - 12 de agosto de 1944  |
| 542ª Divisão de Infantaria   |                                             |
| Generalleutnant Karl Löwrick | 12 de agosto de 1944 - 9 de outubro de 1944 |
| 542. Volksgrenadier-Division |                                             |
| Generalleutnant Karl Löwrick | 9 de outubro de 1944 - 8 de abril de 1945   |

## Área de operações
| Frente Oriental, setor central | julho de 1944 - agosto de 1944   |
| Polônia                        | agosto de 1944 - outubro de 1944 |
| Polônia e Oeste da Prússia     | outubro de 1944 - abril de 1945  |